# Platystoma seminatione
Platystoma seminatione är en tvåvingeart som först beskrevs av Fabricius 1775.  Platystoma seminatione ingår i släktet Platystoma, och familjen bredmunsflugor. Arten är reproducerande i Sverige.